# لمى الكناني
لمى الكناني (5 أبريل 1997 -)، ممثلة سعودية.

## عن حياتها
كانت بداياتها عارضة أزياء، كما شاركت بالعديد من جلسات التصوير. دخلت مجال التمثيل عن طريق الصدفة، حيث شاركت بدور صغير في مسلسل «طراد» بترشيح من منتج المسلسل الذي شاهدها من خلال جلسة تصوير، ومن خلال هذا الدور تم ترشيحها لبطولة جماعية في مسلسل «شارع الأعشى» بدور عزيزة، وعلى رغم إنها ببدايتها ممثلةً إلا إنها استطاعت تحقيق النجاح فكانت راوية المسلسل أيضًا.

### حياتها الأسرية
هي مطلقة من والد ابنتها «ربى» التي انجبتها عام 2021.

## أعمالها

### في التلفزيون
| سنة الإنتاج | المسلسل     | نوعه  | الشخصية |
| ----------- | ----------- | ----- | ------- |
| 2025        | طراد        | دراما | عواطف   |
| 2025        | شارع الأعشى | دراما | عزيزة   |

### مشاركتها في الإعلانات
- في عام 2025 شاركت بطلةً لإعلان شركة زين للإتصالات بمناسبة عيد الفطر.[3]

## الجوائز
- أفضل ممثلة بتصويت الجمهور في مهرجان الدانة للدراما 2025 في البحرين.[4]